# Manuela Schwesig
Manuela Schwesig (Frankfurt (Oder), 1974. május 23. –) német politikus, 2017-tól a Mecklenburg-Elő-Pomeránia miniszterelnöke, a Németország Szociáldemokrata Pártja az egyik helyettes szövetségi elnöke.

## Életpályája
Seelowban nőtt fel.
1992-tól 2002-ig adóhivatalokban dolgozott  Odera-Frankfurtban majd Schwerinben. 
2002 és 2008 között a schwerini pénzügyminisztériumban dolgozott.
2011 és 2014 között a mecklenburg-elő-pomerániai tartományi gyűlés képviselője (Mitglied des Landtages Mecklenburg-Vorpommern) volt.
2013 márciusában  megválasztották az SPD helyettes tartományi elnökének, majd 2017. július 2-án elnökének.